# Сухарева (Железногорский район)
Сухарева — деревня в Железногорском районе Курской области. Входит в состав Рышковского сельсовета. Население — 18 человек (2010 год).

## География
Расположена в 24 км к юго-востоку от Железногорска на правом берегу реки Усожи. Высота над уровнем моря — 192 м. К северу от деревни находится урочище Подымовское и лог Березняк, к западу — урочище Озерок. С юго-востока к Сухаревой примыкает деревня Басово.

## История
Деревня Сухарева упоминается в Писцовых книгах с 1628 года. В XVII—XVIII веках деревня входила в состав Усожского стана Курского уезда. В 1779—1924 годах находилась в составе Фатежского уезда. 
В XIX веке часть крестьян деревни были казёнными (принадлежали государству), часть — владельческими (принадлежали помещикам). К моменту отмены крепостного права в 1861 году местными крестьянами владел коллежский регистратор Павел Форофонов (72 души). В то время деревня входила в состав Игинской волости Фатежского уезда Курской губернии. В 1862 году в Сухаревой проживало 235 человек (115 мужского пола и 120 женского), насчитывалось 18 дворов. Население деревни было приписано к приходу православного храма Архангела Михаила соседнего села Шатохино. С 1880-х годов Сухарева числилась в составе Нижнереутской волости Фатежского уезда. По данным 1883 года деревня состояла из одного сельского общества. В 1900 году в деревне проживало 185 человек (78 мужского пола и 107 женского).
После установления советской власти Сухарева вошла в состав Басовского сельсовета. С 1928 года в составе Фатежского района. В 1935—1963 годах деревня находилась в составе Верхнелюбажского района, затем возвращена в Фатежский район. В 1937 году в Сухаревой было 26 дворов. Во время Великой Отечественной войны, с октября 1941 года по февраль 1943 года, находилась в зоне немецко-фашистской оккупации. С декабря 1991 года в составе Железногорского района. В 2017 году, с упразднением Басовского сельсовета, деревня была передана в Рышковский сельсовет.

## Население
| 1862 | 1883 | 1905 | 1979 | 2002 | 2010 |
| ---- | ---- | ---- | ---- | ---- | ---- |
| 235  | ↘139 | ↗150 | ↘65  | ↘23  | ↘18  |